# Yangudi
Der Yangudi, auch Langudi genannt, ist ein komplexer rhyolitischer Stratovulkan in Äthiopien. Er liegt im Addadograben des nördlichen Bereichs des großen afrikanischen Grabenbruchs. Am Gipfel befindet sich eine elliptische Caldera. Von dieser aus erstrecken sich Lavaflüsse an der südlichen und nördlichen Flanke des Vulkans. Jüngere Lavaflüsse und Kegel befinden sich entlang des östlichen Grabenverlaufs.